# Hoeksche Waard
L'Hoeksche Waard è un'isola del delta del Reno, della Mosa e della Schelda, nella provincia dell'Olanda Meridionale nei Paesi Bassi. L'isola è costituita da polder prosciugati, finiti sotto le acque a seguito dell'inondazione di Santa Elisabetta del 1421, le terre inondate sono state gradualmente prosciugate nel corso dei secoli.
L'Hoeksche Waard comprende la sola municipalità omonima, frutto della fusione nel 2019 tra i comuni di Binnenmaas, Cromstrijen, Korendijk, Oud-Beijerland e Strijen e comprendente anche la piccola isola di Tiengemeten. L'isola, che si trova a sud della città di Rotterdam è principalmente dedicata all'agricoltura.
L'Hoeksche Waard è separata, a nord, dall'isola di IJsselmonde dall'Oude Maas, a ovest, dalle isole di Voorne e di Putten dallo Spui, a est, dall'isola di Dordrecht dal Dordtsche Kil, a sud-ovest dall'isola di Goeree-Overflakkee dall'Haringvliet e, a sud-est, dall provincia del Brabante Settentrionale dall'Hollandsch Diep.